# Anillo E

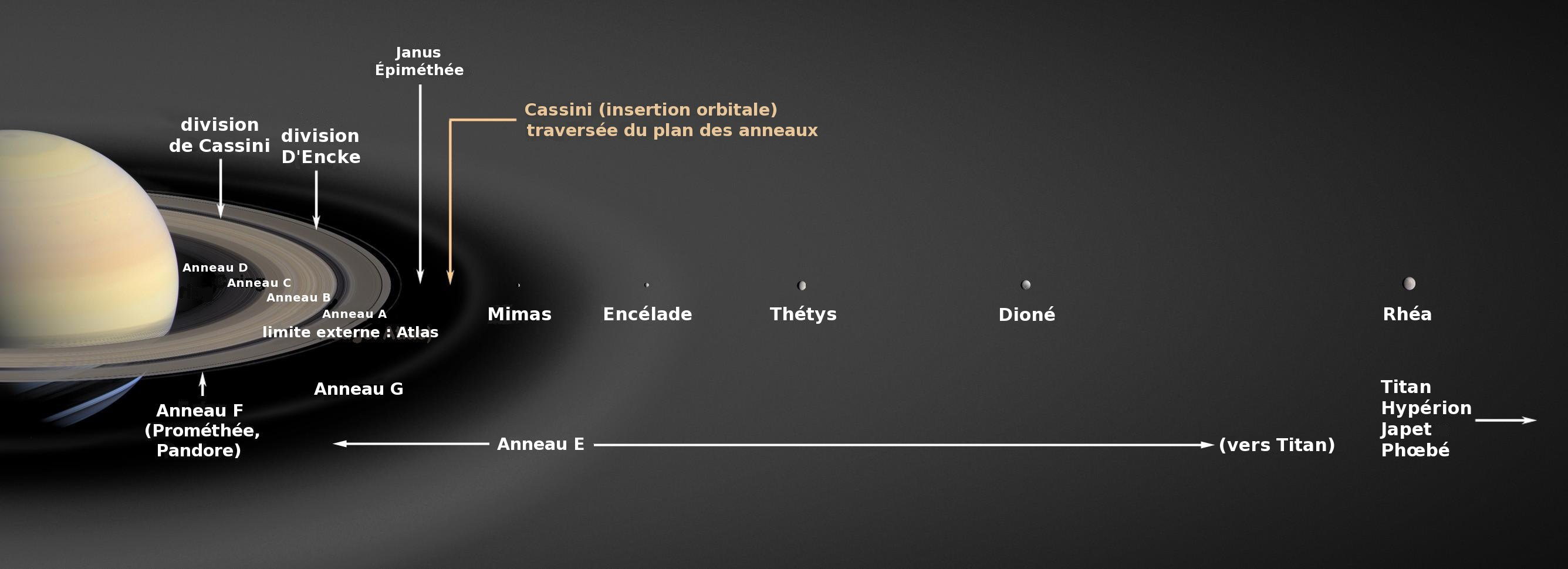
Anillos de Saturno.

El anillo E de Saturno se extiende desde 180 000 km a los 480 000 km del centro de Saturno. Tiene por lo tanto una anchura de 300 000 km. Por su interior, a 237 948 km del centro de Saturno, viaja el satélite Encélado. Es un disco difuso compuesto principalmente de hielo, dióxido de silicatos de carbono y amoníaco.
La región que rodea al polo sur de Encélado está cubierta de fracturas tectónicas y crestas. Esta región es muy joven, ya que no se ve cráter alguno. Por estas fracturas escapa vapor de agua que forma una atmósfera en el satélite.
Instrumentos de la sonda Cassini han revelado la existencia de una atmósfera en Encélado. Dado que las moléculas poseen una velocidad más alta que la de escape, se piensa que la atmósfera de Encélado se escapa permanentemente al espacio y al mismo tiempo se restaura a través de la actividad geológica. La atmósfera de Encélado está compuesta mayoritariamente por agua (aproximadamente 65 %). Las partículas que escapan de la atmósfera de Encélado son la principal fuente del anillo E que está en la órbita del satélite y tiene una anchura de 300 000 km.
Las partículas del anillo E tienden a acumularse en las lunas que orbitan dentro de él. El ecuador del hemisferio principal de Tetis se tiñe ligeramente de azul por el material que cae. Los satélites troyanos Telesto, Calipso, Helena y Pólux se ven especialmente afectados ya que sus órbitas se mueven arriba y abajo del plano del anillo. Esto da como resultado que se recubran con un material brillante que suaviza sus superficies.